# Felsősziklás
Felsősziklás (1899-ig Felső-Szkálnok, szlovákul Vyšný Skálnik) község Szlovákiában, a Besztercebányai kerület Rimaszombati járásában.

## Fekvése
Rimaszombattól 10 km-re északra, a Rima folyó bal partján fekszik. Nyugatról Rimaráhó és Kecege, északnyugatról Rimazsaluzsány, északról Karaszkó, keletről és délről Alsósziklás községekkel határos.

## Története
A település a 14. században keletkezett, 1334-ben "Zkalnuk" alakban említik először. 1456-ban "Zkalnok ultraque", 1481-ben "Felsewzkalnok" néven szerepel az írott forrásokban. Birtokosai ozsgyáni nemesek voltak. Lakói fazekassággal, fuvarozással, házalással foglalkoztak.
A 18. század végén Vályi András így ír róla: "Alsó, és Felső Szkálnok. Két tót falu Hont Várm. földes Urai mind a’ kettőnek több Uraságok, lakosai többnyire evangelikusok, fekszenek Rahóhoz, ’s Kraszkóhoz nem meszsze; határbéli földgyeik 3 nyomásbéliek, kétszeres búzát, rozsot, zabot, ’s imitt amott tiszta búzát is teremnek, réttyei kevesek, legelőjök középszerű, Alsó Szkálnoknak erdeje elpusztúlt, ezé pedig tőlgyes, és bikkes, de nem igen nagy. Amott hajdan szőlők is vóltak, ’s Maginhrad hegyén régenten Vár vala, most tsak a’ Sántzoknak, és kőfalaknak maradványai szemlélhetők. Az Alsó Szkálnokiak alföldön való aratással, pályinka főzéssel, és annak elárúlásával is keresik élelmeket."
1828-ban 20 házában 222 lakos élt. A 19. században márványbánya üzemelt a településen.
A 19. század közepén Fényes Elek eképpen írja le: "Felső-Szkálnok, tót falu, Gömör és Kis-Honth egyesült vármegyében, 2 kath., 220 evang. lak. F. u. többen."
Gömör-Kishont vármegye monográfiájában pedig ezt olvashatjuk róla: "Felsőszkálnok, rimamenti tót kisközség 34 házzal és 177 ág. ev. h. vallású lakossal. Hajdan az osgyáni uradalomhoz tartozott. Urai a Bakos, a Korponay, a báró Luzsénszky és a Szentmiklóssy családok voltak. Határában hajdan várkastély volt, melynek ma már nyoma sem látszik. A lakosok a XVIII. században híres fazekasok voltak, a kik árúikat egész Pestig elvitték. Határában vörös márvány található. A községnek nincs temploma. Postája Gömörráhó, a hol vasúti megállóhelye is van, távírója pedig Rimaszombat."
A trianoni békeszerződésig Gömör-Kishont vármegye Rimaszombati járásához tartozott.

## Népessége
| Év:            | 1994. | 2004.   | 2014.   | 2024.   |
| -------------- | ----- | ------- | ------- | ------- |
| Emberek száma: | 149   | 152     | 147     | 145     |
| Eltérés:       |       | +2,01 % | -3,28 % | -1,36 % |

| Év:            | 2023. | 2024.   |
| -------------- | ----- | ------- |
| Emberek száma: | 144   | 145     |
| Eltérés:       |       | +0,69 % |

1910-ben 158, túlnyomórészt szlovák lakosa volt.
2011-ben 155 lakosából 148 szlovák.

## Híres emberek
- Itt született 1829-ben Ján Botto szlovák költő, a "Jánosík halála" című epikus mű szerzője. Szülőháza ma is megvan, a községben mellszobra áll.

## Külső hivatkozások
- Községinfó
- E-obce.sk